# When the World Becomes Undone
When the World Becomes Undone è il terzo album in studio del gruppo musicale statunitense A Pale Horse Named Death, pubblicato nel 2019.

## Tracce
1. As It Begins – 1:44
2. When the World Becomes Undone – 6:37
3. Love the Ones You Hate – 3:56
4. Fell in My Hole – 5:54
5. Succumbing to the Event Horizon – 1:26
6. Vultures – 6:08
7. End of Days – 6:31
8. The Woods – 2:40
9. We All Break Down – 6:10
10. Lay with the Wicked – 5:05
11. Splinters – 5:44
12. Dreams of the End – 7:02
13. Closure – 3:02

## Formazione
- Sal Abruscato - voce, chitarra
- Eddie Heedles - chitarra
- Joe William Taylor - chitarra
- Eric Morgan - basso
- Johnny Kelly - batteria